# 熊本県道255号竜北小川停車場線
熊本県道255号竜北小川停車場線（くまもとけんどう255ごう りゅうほくおがわていしゃじょうせん）は、熊本県八代郡氷川町から宇城市に至る一般県道である。

## 概要

### 路線データ
- 起点：熊本県八代郡氷川町新田（熊本県道256号鹿野赤迫線交点）
- 終点：熊本県宇城市小川町川尻（鹿児島本線 小川駅前、熊本県道184号小川停車場線起点）

## 路線状況

### 重複区間
- 熊本県道184号小川停車場線（宇城市小川町江頭 - 宇城市小川町川尻）

## 地理

### 通過する自治体
- 八代郡氷川町
- 宇城市

### 交差する道路
| 熊本県道256号鹿野赤迫線                | 八代郡 | 氷川町 | 新田       | 起点 |
| 熊本県道184号小川停車場線 重複区間起点 | 宇城市 | 宇城市 | 小川町江頭 |      |
| 熊本県道184号小川停車場線 重複区間終点 | 宇城市 | 宇城市 | 小川町川尻 | 終点 |

### 交差する鉄道
- 鹿児島本線

### 沿線
- 宇城市立河江小学校
- JR九州鹿児島本線 小川駅